# 810e brigade d'infanterie de marine de la Garde
La 810e brigade d'infanterie de marine de la Garde (en russe : 810-я гвардейская бригада морской пехоты) de son nom complet la 810e brigade indépendante d'infanterie de marine de la Garde des ordres de Joukov et d'Ouchakov (en russe : 810-я отдельная гвардейская орденов Жукова и Ушакова бригада морской пехоты ; en abrégé : 810 гв. обрмп), est une unité de l'infanterie de marine russe (numéro d'unité militaire 13140). Bien que basée à la base navale de Sébastopol, elle dispose d'un bataillon à Temriouk. L'unité est la brigade d'infanterie de marine de la flotte de la mer Noire.
La brigade est formée en tant que 810e régiment d'infanterie de marine à Sébastopol en 1967 lors de l'expansion de l'infanterie de marine soviétique. Après sa transformation en tant que brigade en 1979, elle restera stationnée à Sébastopol en vertu d'un accord avec l'Ukraine après l'effondrement de l'Union soviétique. En 1998, la brigade est à nouveau réduite à un régiment avant de repasser à une brigade en 2008, participant à la prise de la Crimée en 2014 par la Russie. Celle-ci reçoit le titre honorifique « de la Garde » en 2018.

## Guerre froide
La brigade est formée en novembre ou décembre 1967 sous le nom de 810e régiment indépendant d'infanterie de marine, sur la base du 309e bataillon indépendant d'infanterie de marine de la flotte de la mer Noire. Celui-ci avait été formé l'année précédente à partir du 1er bataillon du 336e régiment d'infanterie de marine de la flotte de la Baltique et du 135e régiment de fusiliers motorisés (ru) du district militaire transcaucasien.
Dès 1967, le 309e bataillon se déploie à Port-Saïd, pour protéger les arrières égyptiens pendant la guerre des Six Jours. Le 810e régiment reste dans les années qui suivent en protection du canal de Suez, menant des exercices conjoints avec les marines égyptienne et syrienne.
Le 20 novembre 1979, le régiment devient la 810e brigade.

## Époque contemporaine
En 1992, la brigade est déployée dans le contexte de la guerre d'Abkhazie.
En 2000, le régiment regroupe 1 200 personnes, équipées de 46 BTR-80, 51 BMP-2, 1 BMP-1K, 18 2S1 Gvozdika, 24 2S9, 18 BM-21, 28 MT-LBT, 1 PRP-3, 4 PRP-4, 2 PU-12, 2 1V19, 2 BREM-2, 2 MT-55A et 1 MTU-20.
La brigade participe à des exercices conjoints avec la Géorgie et avec l'Ukraine en juin 1994. Cette année-là, les autorités de l'oblast de Saratov signent un accord de patronage avec l'unité. L'unité est réorganisée en 264e régiment d'infanterie de marine le 30 avril 1998, mais en réponse aux vétérans de l'unité, celle-ci est renumérotée 810e pour conserver son ancienne désignation le 1er février 1999. La compagnie de reconnaissance et d'assaut aérien du régiment est partie combattre dans la Seconde guerre de Tchétchénie le 11 septembre 1999. Huit soldats sont tués pendant la guerre. 217 membres du personnel sont décorés pour leurs actions, dont le capitaine V. V. Karpouchenko, fait héros de la Russie. Un monument en l'honneur des soldats tués en Tchétchénie est dévoilé à la base du régiment le 25 novembre 2000.
En 2008, le 810e régiment participe à la guerre russo-géorgienne depuis l'Abkhazie et est notamment engagé dans l'occupation de Poti. Peu après, il reprend la dénomination 810e brigade.
Dès 2014, la brigade participe au coup de force russe en Crimée.
À partir de 2015, la 810e brigade participe à l'intervention militaire russe dans la guerre civile syrienne.

### Invasion russe de l'Ukraine
La brigade combat lors du siège de Marioupol, débutée le 24 février 2022, au cours de laquelle elle participe à la bataille d'Azovstal. La brigade compte de lourdes pertes à Marioupol, avec plus de 40 nécrologies publiées dans la presse russe et les médias sociaux. Les pertes comprennent le commandant de brigade, le colonel Alekseï Charov, tué le 22 mars,. Le 17 avril, l'état-major ukrainien estime les pertes de la brigade à 158 tués, environ 500 blessés et 70 disparus. Au moins trois fantassins de marine de la brigade sont tués dans le bombardement de navires de débarquement russes à Berdiansk le 24 mars, dont un confirmé à bord du navire de débarquement Tsezar Kounikov.
Le commandant adjoint de la brigade, le colonel Alexeï Berngard, est nommé héros de la fédération de Russie le 4 mars pour son leadership pendant la bataille de Volnovakha.
Le commandant adjoint de la flotte de la mer Noire, le général de division Dmitri Piatounine, annonce le 1er juin 2022 que l'attribution de la brigade avec le titre honorifique « Marioupol » (en reconnaissance de son rôle dans la prise de la ville) est à l'étude.
Selon le général de division Vadym Skibitskyi, chef adjoint de la Direction générale du renseignement du ministère de la Défense ukrainien, l'unité a connu une mutinerie à grande échelle le 31 juillet 2022, au cours de laquelle plus de 200 soldats auraient refusé de retourner au combat en première ligne.
L'état-major ukrainien annonce le 12 septembre 2022 un taux de perte de 85 % des effectifs de la 810e brigade sur le front Sud, de nombreux soldats auraient fait défection. Le ministère russe de la Défense reformera, en grande partie,  la 810e brigade à partir de zéro avec du nouveau personnel.
Dans une interview accordée à The War Zone le 23 septembre 2023, le lieutenant-général Kyrylo Boudanov affirme que l'unité a été « complètement vaincue » dans le sud de l'Ukraine lors de la contre-offensive ukrainienne de 2023, une affirmation soutenue par l'Institut pour l'étude de la guerre ; il s'agirait alors de la troisième reconstitution de la brigade par les forces armées russes.
Le 23 décembre 2023, la 810e brigade confirme ouvertement l'utilisation d'armes chimiques dans la région de Krinky contre les forces ukrainiennes, violant ainsi de la Convention sur l'interdiction de ce type d'arme.
En août 2024, la brigade est transférée de la ligne de front de Pokrovsk dans l'oblast de Donetsk à l'oblast de Koursk avec la brigade Piatnachka afin de lutter contre l'offensive des forces armées ukrainiennes en Russie.
Le 25 décembre 2024, un bombardement du poste de commandement de la 810e brigade d'infanterie de marine de la Garde alors située à Lgov, dans l'oblast de Koursk, tue 18 soldats.